# مسجد الشيخ برهان الدين الكبير
مسجد الشيخ برهان الدين الكبير (بالإندونيسية: Masjid Raya Syekh Burhanuddin) هو مسجد كبير يمثل التراث الثقافي في غرب سومطرة، يقع المسجد في نغاري أولكان في كيكاماتان أولاكان تباكيس في منطقة بادانج باريامان غرب سومطرة في إندونيسيا .

## التاريخ
بني مسجد الشيخ برهان الدين الكبير من قبل برهان الدين أولاكان في عام 1670، مما يجعله واحد من أقدم المساجد في إندونيسيا عند بدء بنائه، شكل المسجد يأخذ شكل المربع، وهو مسجد بسيط جدا بحجم 15 متر طولا وعرض 15 متر، وقد تم صنعه من الخشب، تم ترميم المسجد لأول مرة في عام 1760، بسبب حالة المبنى غير الجيدة، تم تدمير هذا المسجد جراء الزلزال الذي ضرب غرب سومطرة في عام 2009، وأعيد بناؤه في وقت لاحق واكتمل في عام 2011 .

## العمارة
مسجد الشيخ برهان الدين الكبير يقف حاليا على قطعة أرض قياس 55 متر عرضا وطولا 70 متر، أي أن مساحته 3850 متر مربع، بعد اكتمل بناء المسجد أصبح يتسع لحوالي 3000 مصلي، أما الشرفة فيبلغ قياسها 40 متر في 40 متر، المسجد لديه مأذنتين على جانبيه، بالإضافة إلى تصميمه كمكان للعبادة والصلاة، يستخدم المسجد أيضا كمواقع للإخلاء في حال حدوث تسونامي .

## وصلات خارجية
- موقع وصور المسجد